# 3. Garde-Regiment zu Fuß

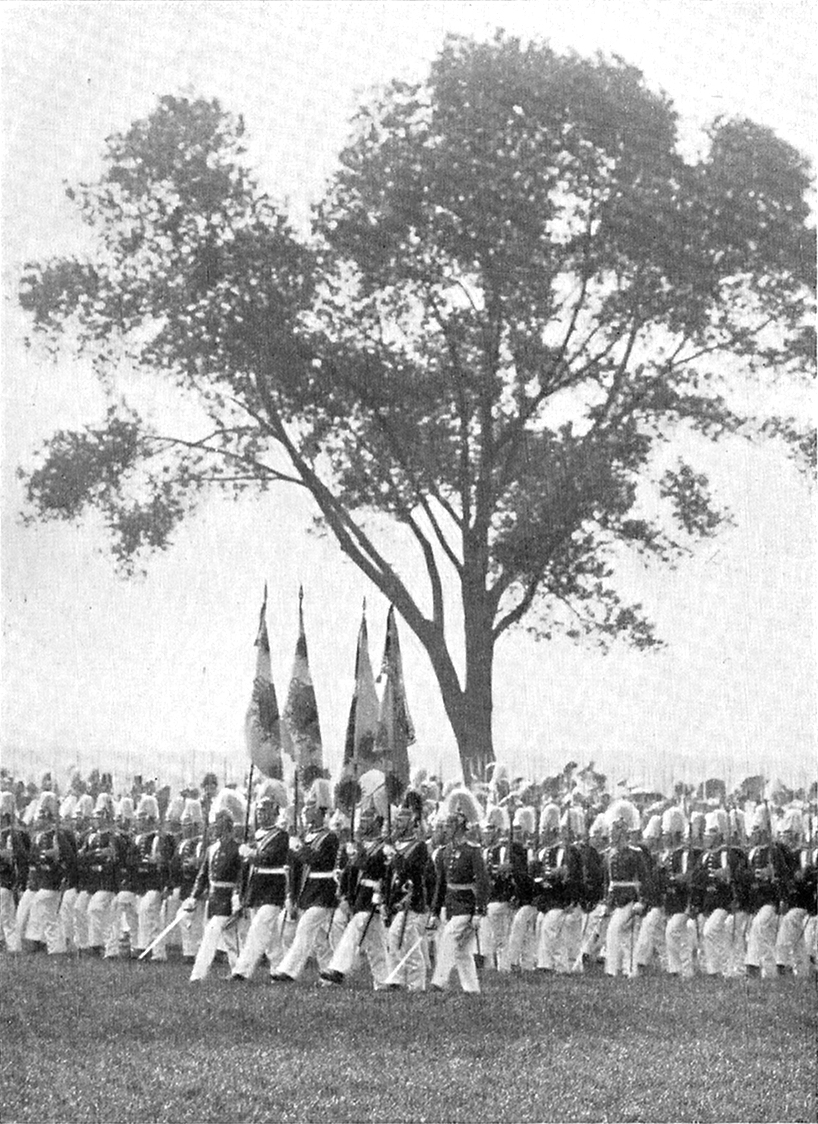
Die historische Pappel auf dem Tempelhofer Felde. Sie stand seit der Zeit des Soldatenkönigs und Friedrichs des Großen. Hier zieht das Regiment an ihr vorbei.

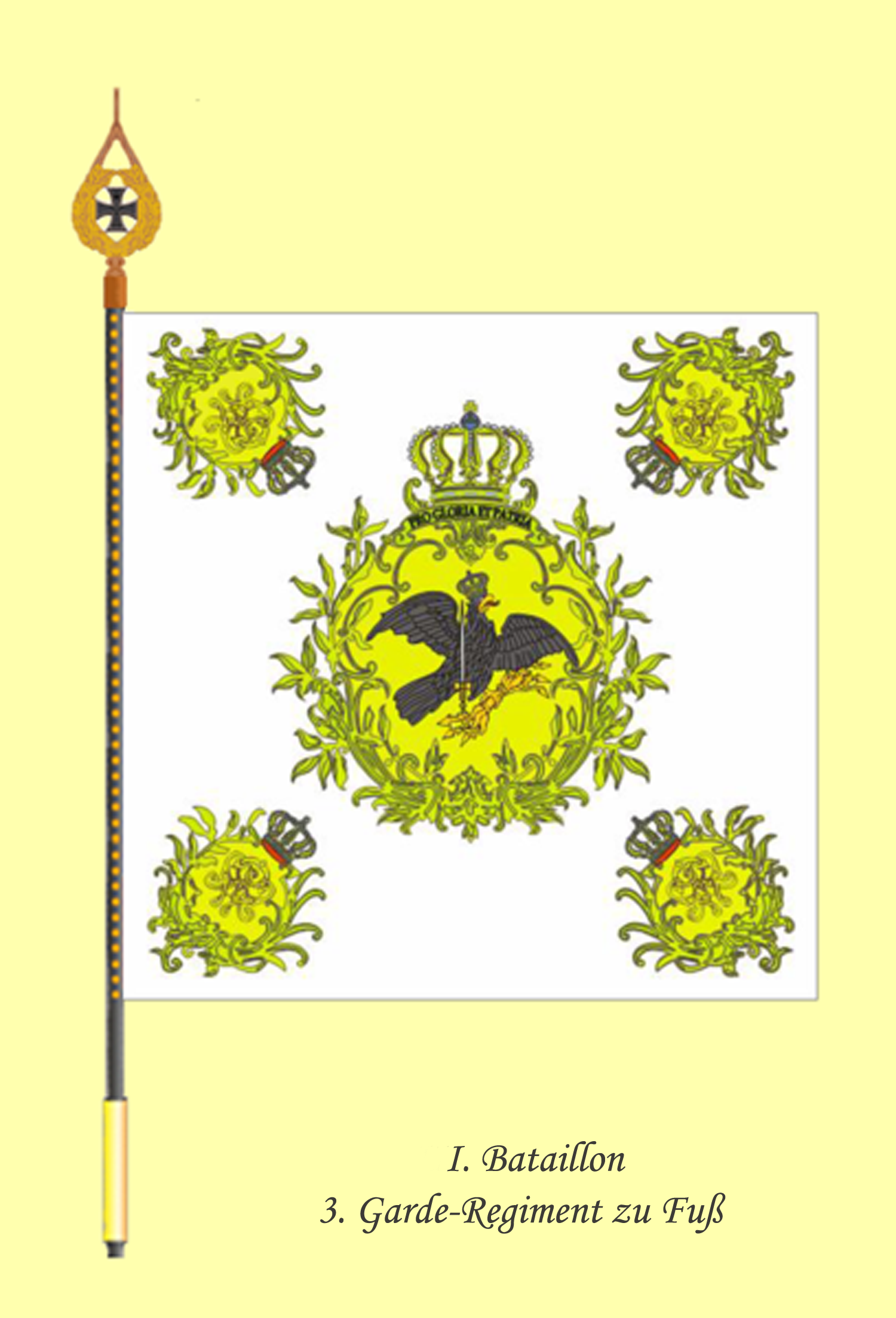
Fahne des I. Bataillons

Das 3. Garde-Regiment zu Fuß war ein Garderegiment der Preußischen Armee.

## Geschichte
Der Verband ging aus dem am 5. Mai 1860 gebildeten 1. kombinierten Garde-Infanterie-Regiment hervor. Dieses Datum markiert den Stiftungstag. Am 4. Juli 1860 erhielt es die Bezeichnung 3. Garde-Regiment zu Fuß. Stab, I. und Füsilier-Bataillon waren in Danzig, das II. Bataillon in Stettin stationiert. Erstmals rückte das Regiment Ende Februar 1863 anlässlich des Januaraufstand aus und wurde bis August 1863 in den Kreisen Neidenburg, Johannisburg und Lyck im Grenzschutz eingesetzt. Nach der Rückkehr von diesem Einsatz bezog der komplette Verband seine Garnison in Danzig. Nach Beendigung des Deutschen Krieges bezog das Regiment am 23. September 1866 die Kaserne am Waterlooplatz in Hannover als neue Garnison und war zuletzt von 1878 bis zur Auflösung in der Kaserne Wrangelstraße in Berlin stationiert. Am 1. Oktober 1911 wurde das Regiment um eine Maschinengewehr-Kompagnie erweitert.

### Deutsch-Dänischer Krieg
Nachdem das Regiment Anfang Dezember 1863 den Mobilmachungsbefehl erhalten hatte, rückte es Mitte Januar 1864 aus, verlegte über Hamburg an die schleswigsche Grenze und bezog am 2. Februar 1864 zunächst Quartiere in der Umgebung von Rendsburg. Am Danewerk hatte die 10. Kompanie bei einer Erkundung am 5. Februar erstmals Feindkontakt mit dänischen Truppen. Das I. Bataillon klärte am 10. Februar bei Satrup und Nübel auf. Daran schloss sich die Einschließung und Belagerung von Fredericia an. Stab, I. und II. Bataillon kamen dann bei der Belagerung und am 18. April 1864 der Erstürmung der Düppeler Schanzen zum Einsatz. Nach dem Friedensschluss erfolgte die Rückverlegung über Lübeck und Berlin in die Garnison.

### Deutscher Krieg
Am 5. Mai 1866 erging der Mobilmachungsbefehl und das Regiment verlegte daraufhin am 24. Mai zunächst mit der Bahn nach Potsdam. Von dort trat es den Marsch nach Brieg an und überschritt am 26. Juni im Verbund mit der 1. Garde-Infanterie-Division die Grenze zu Böhmen. Bei Soor kam es am 28. Juni zu ersten Gefechten mit den Österreichern. Am Tag darauf gelang es dem I. und II. Bataillon bei Burkersdorf und Staudenz zwölf Offiziere und 394 Mann als Gefangene einzubringen. Die Füsiliere kamen im Gefecht bei Königinhof zum Einsatz, hatte aber keinen unmittelbaren Anteil am siegreichen Ausgang. In der Schlacht bei Königgrätz nahmen das I. und II. Bataillon am 3. Juli die strategisch wichtige Höhe bei Chlum ein und schaltete die dort positionierten feindlichen Artilleriebatterien aus. Während der Schlacht verlor das Regiment dreißig Mann und hatte vier Offiziere sowie 189 Mann an Verwundeten zu beklagen.

### Deutsch-Französischer Krieg
In der Nacht vom 15. auf den 16. Juli 1870 erfolgte die Mobilmachung zum Krieg gegen Frankreich. Das Regiment marschierte am 30. Juli aus und verlegte über Bingen am Rhein an den Versammlungsort des Gardekorps südlich von Worms. Von hier aus trat es am 4. August den Vormarsch an und überschritt vier Tage später die Grenze zu Frankreich. In den Morgenstunden des 18. August 1870 erreichte das Regiment Doncourt und kam am selben Tag in der Schlacht bei Gravelotte zum Einsatz. In den verlustreichen Kämpfen verlor es 37 Offiziere und 1065 Mann. Aus den Resten des II. und Füsilier-Bataillons wurden daher zwei Kompanien gebildet. Das Regiment nahm dann am Vormarsch auf Paris teil und erreichte die französische Hauptstadt am 19. September. In der Folge wirkte es im nordöstlichen Abschnitt an der Einschließung und Belagerung mit. Dabei wurden das I. Bataillon sowie die 9.–11. Kompanie am 21. Dezember bei einem Ausfallgefecht bei Le Bourget in Kämpfe verwickelt. Zu weiteren Kampfhandlungen kam es danach nicht mehr. Nach dem Friedensschluss nahm das Regiment am 16. Juni 1871 am feierlichen Einzug des Gardekorps in Berlin teil.

### Erster Weltkrieg
Als Teil der 1. Garde-Infanterie-Brigade machte das Regiment zu Beginn des Ersten Weltkriegs am 2. August 1914 mobil. Im Verbund mit der 1. Garde-Infanterie-Division nahm es am Vormarsch in das neutrale Belgien teil und kämpfte bei Namur. Daran schlossen sich die Schlachten bei Arras und in Flandern sowie die dortigen Stellungskämpfe an. Im Verlauf des Krieges änderte sich das Unterstellungsverhältnis und der Verband kam am 11. Februar 1917 zur 2. Garde-Infanterie-Brigade.

#### Verlustzahlen 1914–1918
- Tote: 3391[2]
- Vermisste: 760
- Gesamt: 4151

### Verbleib

Denkmal für die Gefallenen des 3. Garde-Regiments zu Fuß (1914–1918) in Döberitz. Einweihung am 6. Mai 1923. Nach 1945 zerstört.

Nach der Rückführung in die Heimat wurde das Regiment ab 13. Dezember 1918 in Berlin demobilisiert und im Juni 1919 schließlich aufgelöst. Es bildeten sich keine Freiformationen.
Die Tradition übernahm in der Reichswehr durch Erlass des Chefs der Heeresleitung General der Infanterie Hans von Seeckt vom 24. August 1921 die 2. Kompanie des 9. (Preußisches) Infanterie-Regiments in Potsdam.

## Kommandeure
| Dienstgrad            | Name                                    | Datum                                                           |
| --------------------- | --------------------------------------- | --------------------------------------------------------------- |
| Oberstleutnant/Oberst | Wilhelm von der Groeben                 | 01. Juli 1860 bis 17. April 1865                                |
| Oberstleutnant        | Julius Knappe von Knappstädt            | 18. April bis 15. Juni 1865 (mit der Führung beauftragt)        |
| Oberst                | Julius Knappe von Knappstädt            | 16. Juni 1865 bis 15. Mai 1867                                  |
| Oberst                | Hugo von Thile                          | 18. Mai 1867 bis 17. Juni 1869                                  |
| Oberst                | Heimart von Linsingen                   | 18. Juni 1869 bis 3. Juli 1872                                  |
| Oberst                | Rudolf von Thile                        | 04. Juli 1872 bis 14. Oktober 1874                              |
| Oberst                | Ernst von Grolman                       | 15. Oktober 1874 bis 9. April 1880                              |
| Oberstleutnant        | Paul von Kropff                         | 10. bis 11. April 1880                                          |
| Oberstleutnant/Oberst | Paul von Kropff                         | 12. April 1880 bis 10. Februar 1886                             |
| Oberstleutnant        | Viktor von Loßberg                      | 11. Februar bis 17. September 1886 (mit der Führung beauftragt) |
| Oberst                | Viktor von Loßberg                      | 18. September 1886 bis 21. September 1888                       |
| Oberst                | Heinrich von Goßler                     | 22. September 1888 bis 13. Februar 1891                         |
| Oberst                | Ulrich von Bismarck                     | 14. Februar 1891 bis 17. August 1894                            |
| Oberst                | Heinrich von Twardowski                 | 18. August 1894 bis 11. September 1896                          |
| Oberst                | Reinier von Ende                        | 12. September 1896 bis 14. Juni 1898                            |
| Oberst                | Alfred von Loewenfeld                   | 15. Juni 1898 bis 21. Juli 1900                                 |
| Oberstleutnant        | Georg von Haslingen                     | 22. Juli 1900 bis 17. Januar 1901 (mit der Führung beauftragt)  |
| Oberst                | Georg von Haslingen                     | 18. Januar 1901 bis 30. April 1904                              |
| Oberst                | Georg von Krosigk                       | 01. Mai 1904 bis 12. Februar 1906                               |
| Oberst                | Ernst von Arnim                         | 15. Februar 1906 bis 17. Mai 1907                               |
| Oberst                | Hermann Rieß von Scheurnschloß          | 18. Mai 1907 bis 26. Oktober 1908                               |
| Oberstleutnant        | Hugo Elstermann von Elster              | 27. Oktober 1908 bis 23. März 1909 (mit der Führung beauftragt) |
| Oberst                | Hugo Elstermann von Elster              | 24. März 1909 bis 1. April 1912                                 |
| Oberst                | Karl von Lewinski                       | 02. April 1912 bis 1. August 1914                               |
| Oberstleutnant        | Wather von Schultzendorff               | 03. August 1914 bis 20. Oktober 1915                            |
| Oberstleutnant        | Dietrich Georg Milchling von Schönstadt | 21. Oktober 1915 bis 27. August 1918                            |
| Major                 | Johannes von Schierstädt                | 28. August 1918 bis 13. Januar 1919                             |
| Oberstleutnant        | Dietrich Georg Milchling von Schönstadt | 14. Januar bis 14. Juni 1919                                    |